# Slobozia (gmina Sirețel)
Slobozia – wieś w Rumunii, w okręgu Jassy, w gminie Sirețel. W 2011 roku liczyła 636 mieszkańców.